# Primal Fear
Primal Fear njemački je power metal sastav koji su 1997. godine osnovali pjevač Ralf Scheepers i basist Mat Sinner. Sinner i Scheepers osnovali su skupinu nakon što Scheepers nije uspio zamijeniti Roba Halforda na mjestu pjevača heavy metal sastava Judas Priest.

## Životopis
Primal Fear osnovan je u listopadu 1997. godine, a osnovali su ga pjevač Ralf Scheepers i basist Mat Sinner. Scheepers i Sinner bili su dio heavy metal scene i prije osnivanja grupe. Ralf Scheepers pjevao je sa sastavima Tyran Pace, F.B.I. i Gamma Ray. Skupina je potpisala ugovor s Nuclear Blast Recordsom koncem 1997. godine. Istoimeni debitantski album Primal Fear objavljen je u veljači 1998. godine te je kasnije postao jedan od više rangiranih debitanskih albuma u povijesti njemačkog metala. Iste godine krenuli su na turneju s Running Wildom i HammerFallom.
Žanr Primal Feara najčešće se navodi kao power metal, no kroz povijest rada uvode i elemente thrash metala i hard rocka.
Kroz dosad više od dva desetljeća rada, objavljuju ukupno 13 studijskih albuma, od kojih je najnoviji Metal Commando, objavljen 2020. godine.

## Članovi
Sadašnja postava
- Ralf Scheepers – glavni vokali (1997.–danas)
- Mat Sinner – bas-gitara, prateći vokali (1997.–danas)
- Tom Naumann – gitara, prateći vokali (1997. – 2000., 2003. – 2007., 2015.–danas), gitara uživo (2013. – 2015.)
- Alex Beyrodt – gitara (2009.–danas), gitara uživo (2007. – 2009.)
- Magnus Karlsson – gitara, klavijature (2008.–danas)
- Francesco Jovino – bubnjevi (2015.–danas)

Članovi uživo
- Constantine – gitara (2012. – 2013.)

Bivši članovi
- Klaus Sperling – bubnjevi  (1997. – 2003.)
- Stefan Leibing – gitara, klavijature (1998. – 2007.)
- Henny Wolter – gitara (2000. – 2002., 2007. – 2010.)
- Randy Black – bubnjevi  (2003. – 2014.)
- Aquiles Priester – bubnjevi (2014. – 2015.)

Vremenska crta

## Diskografija
Studijski albumi
- Primal Fear (1998.)
- Jaws of Death (1999.)
- Nuclear Fire (2001.)
- Black Sun (2002.)
- Devil's Ground (2004.)
- Seven Seals (2005.)
- New Religion (2007.)
- 16.6 (Before the Devil Knows You're Dead) (2009.)
- Unbreakable (2012.)
- Delivering the Black (2014.)
- Rulebreaker (2016.)
- Apocalypse (2018.)
- Metal Commando (2020.)
- Code Red (2023.)
- Domination (2025.)

Albumi uživo
- Live in the USA (2010.)
- Angels of Mercy – Live in Germany (2017.)

Kompilacije
- Metal Is Forever – The Very Best of Primal Fear (2006.)
- Best of Fear (2017.)